# Asota kalaonica
Asota kalaonica är en fjärilsart som beskrevs av Rothschild 1897. Asota kalaonica ingår i släktet Asota och familjen nattflyn. Inga underarter finns listade i Catalogue of Life.